# Jost Henkel

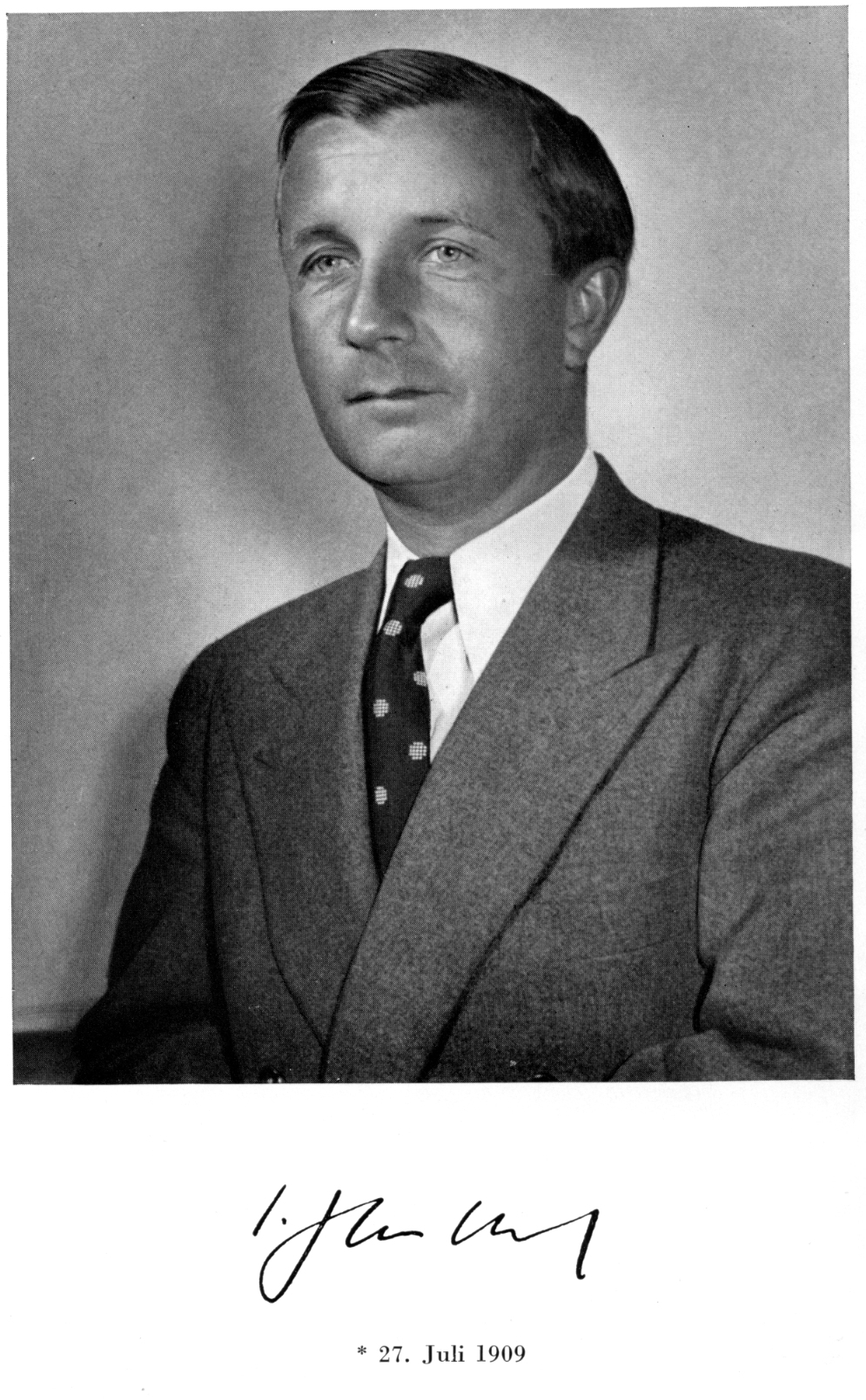
Jost Henkel (ca. 1950)

Karl Jost Henkel (* 27. Juli 1909 in Düsseldorf; † 7. Juli 1961 ebenda) war ein deutscher Unternehmer und Enkel von Fritz Henkel. Von 1938 bis zu seinem Tod leitete er den Henkel-Konzern.

## Leben
Nach dem Abitur 1928 am Rethel-Gymnasium in Düsseldorf absolvierte Henkel von 1928 bis 1930 eine kaufmännische Lehre in Bremen. Dem folgte in den Jahren 1930 bis 1932 ein Studium der Volkswirtschaftslehre an den Universitäten Bonn, Berlin und Hamburg, das er mit Diplom abschloss. Von 1932 bis 1934 promovierte er an der Universität zu Köln. Parallel dazu war er 1933 bis 1934 im Außendienst des Henkel-Unternehmens tätig. Dem folgte von 1934 bis 1935 ein Studium in den USA. 1937 trat er in die NSDAP ein.
Jost Henkel trat 1938 in den Industrie-Club Düsseldorf ein. Er wurde später im nationalsozialistischen Deutschen Reich zum Wehrwirtschaftsführer ernannt.
Er wurde ab 1938 gemeinsam mit Carl August Bagel und Werner Lüps Geschäftsführer des Unternehmens und am 11. Juli 1942 als Nachfolger des verstorbenen Werner Lüps zum „Betriebsführer der Henkel-Werke“ gewählt. 1945 wurde Jost Henkel von den Alliierten inhaftiert und kehrte im November 1947 zusammen mit weiteren Familienmitgliedern in die Firma zurück. Im Dezember 1947 wurde er zum ordentlichen Geschäftsführer ernannt.
1950 wurde er ordentlicher Geschäftsführer. Im Jahre 1958 rief er die Dr. Jost-Henkel-Stiftung ins Leben. Ab 1959 übernahm er den Vorsitz des Aufsichtsrats und wurde Beiratsmitglied der Henkel & Cie GmbH.
Von 1959 an war er aktiv im Verband der Chemischen Industrie. Er übernahm dort Vorstandsaufgaben und war Mitglied im Hauptausschuss sowie im Präsidium.
Henkel spielte schon in seiner Jugend Tennis. Im Jahre 1937 wurde er Vorsitzender des Düsseldorfer Rochusclubs. Von 1949 bis 1953 war er Vorsitzender des Tennis-Verbandes Niederrhein, und von 1952 bis 1958 Präsident des Deutschen Tennis Bundes.
Henkel starb 1961 im Alter von 51 Jahren an einer Lungenentzündung. Nach seinem Tod übernahm sein jüngerer Bruder Konrad die Unternehmensleitung des Henkel-Konzerns.

## Ehrungen
Für seine Verdienste wurde Henkel 1958 mit dem Großen Bundesverdienstkreuz ausgezeichnet. Die Stadt Berlin ehrte ihn als ersten Industriellen mit der Berliner Freiheitsglocke für seine Verdienste um die Stadt.